# Gottvald Károly
Gottvald Károly (Tolna, 1949. január 7. – 2019. július 6. (k. n.)) Tolna megye fotóriportere, aki munkájával közel fél évszázadon keresztül jelen volt Magyarország sajtójában.

## Élete

### A kezdetek
Szülővárosában nevelkedett, majd Szegeden, a textilipari technikumban végzett, 1967-ben. Egy ideig a tolnai Patex textilipari vállalatnál dolgozott, amelynek fotószakkörébe már általános iskolás korában, az 1950-es években is járt.

## Pályája
A Tolna Megyei Népújsághoz 1970-ben került, főállásban 2012-es nyugdíjba vonulásáig ott alkotott. Azután is rendszeresen küldött képeket lapjának. Sokat fotózott még a Magyar Távirati Iroda, a Magyar Ifjúság, az Új Tükör, a Szekszárdi Vasárnap, a Tolnai Extra és a Tolnai Hírlap számára is. Emellett Csányi László, Vadas Ferenc, Hazafi József és Ékes László könyveit is illusztrálta. A paksi Atomenergetikai Múzeum homlokzatát is az ő megaképei díszítik.
Az első kapavágástól folyamatosan tudósított a paksi atomerőmű építkezéséről. A tizenkét áldozatot követelő pörbölyi autóbusz-baleset humánus bemutatásáért „Az év sajtófotója” pályázaton II. díjat nyert. A rácvölgyi – tamási – cigánytelepről készített sorozata, a hetvenes évek végén aratott sikert.
Pályája kétharmadán filmes, utolsó harmadában már digitális technikával dolgozott. Fotózott uránbányászokat 1200 méterrel a föld alatt, és lencsevégre kapta a Gemenci-erdőt helikopterről. Híres kortársait, politikusokat, művészeket, tudósokat, sportolókat örökített meg, így szent II. János Pál pápát 1990-es pécsi miséjén, Teller Edét 1991-es paksi látogatásakor és Fülöp edinburgh-i herceget, amikor visszatelepítette a hódokat a Gemencbe.
Képei Dombóvárott, Békéscsabán, Bonyhádon, Budapesten, Nyíregyházán, Pécsett, Szarvason, Szegeden, Szekszárdon, Szombathelyen, Tolnán, valamint Bulgáriában és az egykori ún. Német Demokratikus Köztársaságban csoportos és egyéni tárlaton szerepeltek.

## Művei
Fotói illusztrálják a:
- Csikócsapat (Hazafi József)
- Irodalmi séták Szekszárdon (Tőttős Gábor)
- Tolna, Bejártam Tolnát, Baranyát (Csányi László)
- Emlékkiállítás: Száz éve született Czencz János festőművész (1986)[5] című könyveket.

### Magánélete
Fotóriporteri állásba kerülése évében feleségül vette Boros Katalint, két fiuk és három unokájuk született. 1978-ig szülővárosában laktak, akkor családjával Szekszárdra költözött. Hetvenévesen érte a halál. A Tolnai Népújságot is kiadó Mediaworks Hungary Zrt. saját halottjának tekintette, temetése nagy részvét mellett 2019. július 11-én a tolnai temetőben volt.

## Társadalmi tevékenysége
1963 és 1967 között a Szegedi Fotóklub tagja, a Tolna Megyei Fotó- és Filmklub alapítója volt. 2001. június 11-én megkapta a Tolnai Tollforgatók Klubja Csányi László-díját. Éveken át a Szekszárdi Pünkösdi Fesztivál sajtófőnöke volt, így e rangos rendezvény országosan is megjelent a sajtóban. Régóta a Szekszárdi Német Nemzetiségi Egyesület tagja volt, annak minden fontosabb rendezvényét meg is örökítette. 2005-ben Ékes Lászlóval közösen hozták létre Fesztiválos szekszárdi pünkösdök című, a helyi németség pünkösdi hagyományait, személyiségeit, kultúrcsoportjait bemutató krónikát.

## Méltatása
Csányi László, akivel évekig együtt dolgozott írta róla: 

„Hivatása szerint fotóriporter, tehát az a dolga, hogy megörökítse az élet mindennapi eseményeit. Igyekezete, ami művészi elhivatottsággal párosult, a fényképezés minden ágában otthonossá tette, a napi kötelességek megújuló folyamatában is arra törekedett, hogy a tárgyak, jelenségek lényegét ragadja meg, ne csak ábrázoljon, hanem a kép, mint valóság jelenjék meg, új élmény forrásává váljék.”

Helytörténeti szempontból jelentős archívumot hagyott hátra: fél évszázad Tolna megyei közéleti eseményeinek képeit filmnegatívjain és digitális adathordozóin.

## Elismerései
- Urántoll (1996)
- Csányi-díj (2001)
- Tolna Városi Sajtódíj (2002)
- Németségért Nívódíj (2006)

## Emlékezete

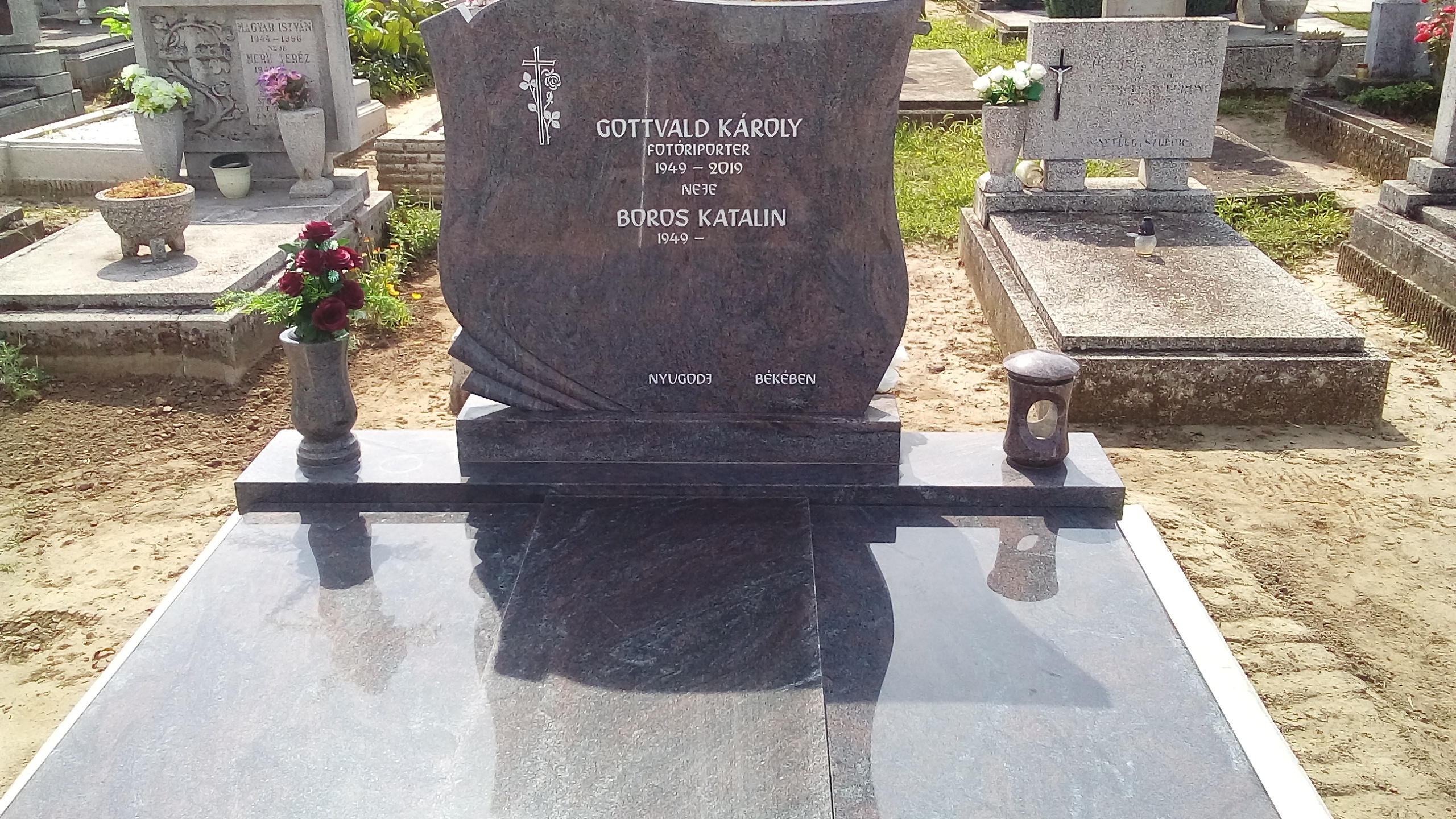
Síremléke, tolnai temető A-18/14.

Állandó tárlata Tolnán, Bogyiszlón és Pakson van. A tolnai Mag-házban 2019. augusztus 16-án nyílik meg időszaki kiállítása, amelyet ő maga készített elő, s amely bemutatni hivatott munkáját, pályáját, egész életét.